# Literatur der Restaurationsepoche
Die Literatur der Restaurationsepoche umfasst die Literatur der Zeit von 1815–1848, die im Wesentlichen durch das besinnliche Biedermeier und den auch politisch zu verstehenden Vormärz vom Ende des Wiener Kongresses 1815 bis zum Beginn der bürgerlich-liberalen Märzrevolution 1848 gekennzeichnet ist.

## Zur Epocheneinteilung
Hinsichtlich der Literatur der Zeit von 1815 bis 1848 kann man verschiedene Strömungen unterscheiden. Am deutlichsten lassen sich die politisch engagierte Literatur des Vormärz und das idyllische Biedermeier herausstellen. Genannt werden für den Vormärz vor allem Georg Büchner, Christian Dietrich Grabbe und Heinrich Heine. Friedrich Sengle hat mit seinem dreibändigen Werk Biedermeierzeit die Gemeinsamkeiten dieser Literaturrichtungen betont. Nach seiner Beobachtung reagierten alle Autoren auf die Herausforderung der Modernisierung, entweder indem sie sich der neuen Zeit öffneten und sich sozial und politisch engagierten, oder indem sie moderne Entwicklungen ängstlich abwehrten und traditionelle Werte betonten. In der aktuellen Literaturwissenschaft werden Begriffe wie 'Biedermeier(zeit)', 'Vormärz' und 'Restauration' immer wieder kritisch beäugt, vor allem auch das Abhängigkeitsverhältnis zwischen literarischer Produktion und politischer Ereignisgeschichte, und im Zuge dessen alternative Periodisierungen (etwa von 1820 bis 1855) vorgeschlagen, die im Terminus der 'Zwischenphase' (zwischen Goethezeit und Realismus) verankert werden.

## Geistige Strömungen der Zeit
Die Literatur dieser Epoche ist sehr vielfältig und geprägt durch christliche Erweckungsliteratur und das idyllische Biedermeier auf der einen, die engagierte Literatur des Vormärz und des Jungen Deutschland sowie die Agitationsgedichte zum Beispiel eines Georg Herwegh auf der anderen Seite. Trotzdem ist es möglich, die Literatur dieser Epoche als Einheit zu betrachten.
Alle Autorinnen und Autoren waren sich bewusst, dass sie in einer Übergangsepoche leben. Sie hatten die große Französische Revolution miterlebt und 1815 erfahren, dass mit dem Wiener Kongress die alten Zustände weitgehend wieder hergestellt wurden. Aufgrund der Karlsbader Beschlüsse 1819 wurden die Burschenschaften verboten, die Lehr- und Pressefreiheit wurde stark eingeschränkt. Auch unter Intellektuellen machte sich der sogenannte „biedermeierliche Quietismus“ breit, begleitet von einem Rückzug in die Privatsphäre der Familie. Man übte „holdes Bescheiden“ (Eduard Mörike) und pflegte die „Andacht des Kleinen“ (Adalbert Stifter).

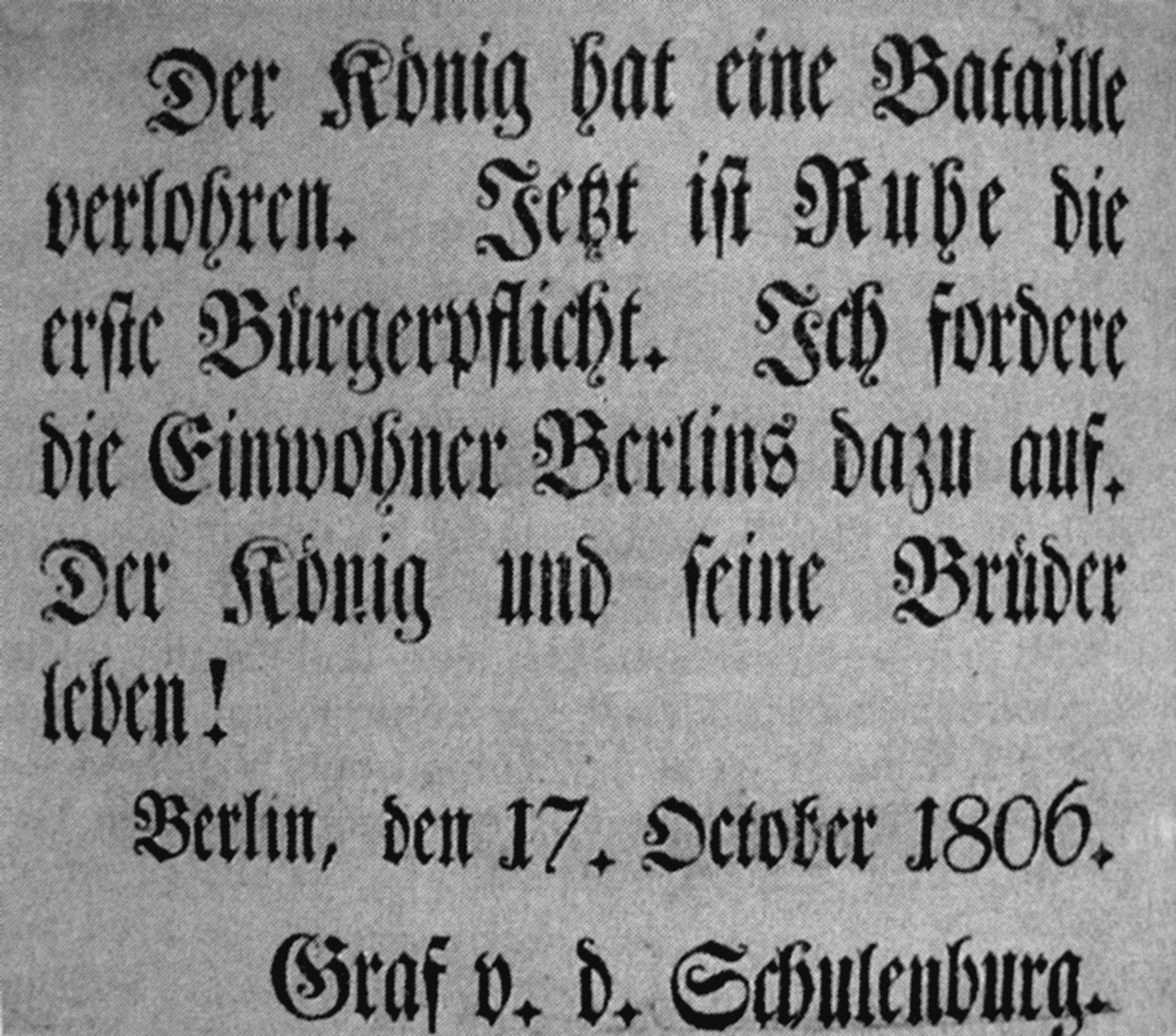
Plakatanschlag nach der Schlacht von Jena und Auerstedt: Ursprung des geflügelte Wortes „Ruhe ist die erste Bürgerpflicht“, das den biedermeierlichen Quietismus charakterisieren sollte

Vielen Zeitgenossen war allerdings klar, dass dies nicht so bleiben würde und dass der Fortschritt sich nicht aufhalten ließ. Kirche und Religion hatten die Revolution scheinbar unversehrt überstanden, aber Atheismus wurde für die aufgeklärten Intellektuellen zur Möglichkeit, sich dem Zwang dieser Institutionen zu entziehen. Die Wirtschaft war noch immer am Ideal des Handwerkers orientiert, aber die Zünfte waren in Preußen aufgehoben, die Gewerbefreiheit war eingeführt und die Industrialisierung brach sich Bahn. Die alten politischen Mächte waren restauriert, aber die territorialen Verschiebungen der napoleonischen Ära blieben bestehen und die liberale Bewegung kämpfte für politische Beteiligung des Bürgertums, was schließlich zur Märzrevolution 1848 führte.
Die Dichter empfanden diese Zeit und die Menschen in ihr als zerrissen, und zerrissene, zwischen Gegensätzen schwankende Personen, die nicht in der Lage sind, konsequente Entscheidungen zu treffen, sind typisch für die Literatur der Epoche, ebenso wie das allgemeine Reflektieren über Zeit. Immermann beschreibt dieses Lebensgefühl in seiner autobiographischen Schrift Die Jugend vor 25 Jahren als gespalten und doppelt, krankhaft, nervös und lebensschwach. Diese Haltung spiegelt sich auch in den Romanfiguren, etwa Mörikes Maler Nolten und dort besonders in dem Freund der Titelfigur, Larken.
Prägend für die Dichter der Epoche war auch die Auseinandersetzung mit Goethe. Sie waren sich bewusst, dass ihre Werke nach dem Höhepunkt der deutschen Klassik nur epigonal sein konnten. August Graf von Platen-Hallermünde und Friedrich Rückert versuchten im Rückgriff auf antike und orientalische Vorbilder, der Dichtung neue Formen zu eröffnen, doch scheinen ihre Werke vor allem artifiziell und vor allem Rückert wurde dann auch gern parodiert. Mörike gelang es dagegen, in seinen Gedichten nach Goethes Vorbild antike Formen produktiv weiterzuentwickeln.
Auch im Drama, etwa bei Franz Grillparzer, wirkte das klassische Vorbild Schillers fort.
Auf der Gegenseite erfolgte eine bewusste Abwendung von der klassischen Literatur. Bei den Dichtern des Vormärz kam Erlebnislyrik im Grunde nur noch parodistisch vor. Christian Dietrich Grabbe schrieb mit Napoleon oder Die hundert Tage ein Drama der offenen Form und Georg Büchner verfasste mit Dantons Tod ein Dokumentardrama.
In der Prosa, die nicht an antike Traditionen gebunden war, explodierten die Formen förmlich: Reisebeschreibungen, Reportagen, Essays, Charakterskizzen entwickelten sich zu beliebten Gattungen.
Es ging den Dichtern dieser Epoche allerdings nicht nur um die Auseinandersetzung mit den literarischen Formen der Klassik. Sie warfen Goethe auch seine „olympische“ Kälte vor und setzte ihm ihr Engagement entgegen.
Heinrich Heine fasste das Gefühl vieler zusammen, als er schrieb, der Tod Goethes bedeute das Ende der Kunstepoche. In diesem Ausspruch ist beides enthalten: Die Distanz zu einer Zeit, wo man Kunst einzig um der Kunst willen trieb und die gesellschaftlichen Realitäten ignorierte, gleichzeitig aber auch die Trauer über den Verlust der Möglichkeit einer autonomen Kunst.

## Biedermeier

Carl Spitzwegs Der Gartenfreund – Parodie heiterer Genügsamkeit

Karikiert wurde der Mensch des Biedermeiers als entpolitisierter, von naiv-obrigkeitstreuen Bestrebungen und Harmoniesucht getriebener Kleinbürger. Diese und ähnliche Konnotationen haften der durchaus nicht unbedeutenden Literatur des Biedermeiers bis heute an, so wie z. B. Franz Grillparzers Der Traum ein Leben, der heute kaum ohne Ironie gelesen werden kann:
Eines nur ist Glück hienieden,
Eins: des Innern stiller Frieden
Kennzeichen des Biedermeier ist die Betonung von Ruhe, Ordnung, bürgerlicher Beschaulichkeit, Bescheidenheit, Mäßigung und des Leisen, Unscheinbaren; das Dämonische wird vermieden. Demzufolge werden kleinere Formen bevorzugt, wie etwa Stimmungsbild, Skizze oder Novelle.
Zutreffend ist sicherlich die Feststellung, dass etliche Autoren des Biedermeiers von einer konservativen bis reaktionären Grundhaltung bestimmt waren und sich in einer zunehmend von der Industrialisierung und der hiermit einhergehenden Urbanisierung geprägten Welt nach einem einfachen, harmonischen Leben zurücksehnten. Kennzeichnend für diese Tendenz ist das Werk von Heinrich Clauren, insbesondere seiner Erzählung Mimili, mit der die Biedermeier-Literatur 1816 ihren erfolgreichen Anfang nimmt. In diesem Sinne ist die Literatur der Biedermeierzeit also, wie es sich in mancher Hinsicht auch schon von der Romantik feststellen lässt, idyllisierend und dem Zeitgeschehen abgewandt und somit ein Reflex auf die gesellschaftliche Gegenwart, auf eine Entfremdung und Sinnentleerung, der in der Rückbesinnung auf elementares Erleben und Schaffen entgangen werden sollte. Die Literaten des Biedermeiers waren, im Gegensatz zur Romantik, deren Schriftsteller sich noch vorwiegend aus dem Adel rekrutierten, Bürger, die oft aus eher einfachen Verhältnissen stammten.
Die Natur war den Dichtern des Biedermeiers nicht mehr Projektionsfläche sehnsüchtigen Welt- und Ichschmerzes, sondern Gut und Schöpfung und scharf zu beobachten. Dies geschah nicht nur in christlicher, sondern auch in pantheistischer Sichtweise. Aufkommende Forschungsreisen dienten der Würdigung aller einzelnen Elemente dieser Natur, von denen viele auch gern gesammelt, katalogisiert und zuhause dann ausgestellt wurden. Und auch, wenn gerade diese Wertschätzung dann auf den christlichen Gott als Schöpfer hinwies, so verschloss die Religiosität nicht, sondern förderte geradezu die zaghaften empirischen Interessen. Die Kritik an der wahrgenommenen Entfremdung schaffte aber auch einen Elitarismus, der sich gegen Leichtigkeit und Zügellosigkeit abgrenzte.
Adalbert Stifter formuliert dies als „Sanftes Gesetz“: „[...] So wie es in der äußeren Natur ist, so ist es auch in der inneren, in der des menschlichen Geschlechtes. Ein ganzes Leben voll Gerechtigkeit, Einfachheit, Bezwingung seiner selbst, Verstandesgemäßheit, Wirksamkeit in seinem Kreise, Bewunderung des Schönen verbunden mit einem heiteren gelassenen Sterben halte ich für groß: mächtige Bewegungen des Gemütes, furchtbar einherrollenden Zorn, die Begier nach Rache, den entzündeten Geist, der nach Tätigkeit strebt, umreißt, ändert, zerstört und in der Erregung oft das eigene Leben hinwirft, halte ich nicht für größer, sondern für kleiner, da diese Dinge so gut nur Hervorbringungen einzelner und einseitiger Kräfte sind, wie Stürme, Feuer speiende Berge, Erdbeben. Wir wollen das sanfte Gesetz zu erblicken suchen, wodurch das menschliche Geschlecht geleitet wird. [...] Es ist [...] das Gesetz der Gerechtigkeit, das Gesetz der Sitte, das Gesetz, das will, dass jeder geachtet, geehrt und ungefährdet neben dem andern bestehe, dass er seine höhere menschliche Laufbahn gehen könne, sich Liebe und Bewunderung seiner Mitmenschen erwerbe, dass er als Kleinod gehütet werde, wie jeder Mensch ein Kleinod für alle andern Menschen ist. Dieses Gesetz liegt überall, wo Menschen neben Menschen wohnen.“ (Vorrede zu Bunte Steine, 1853)

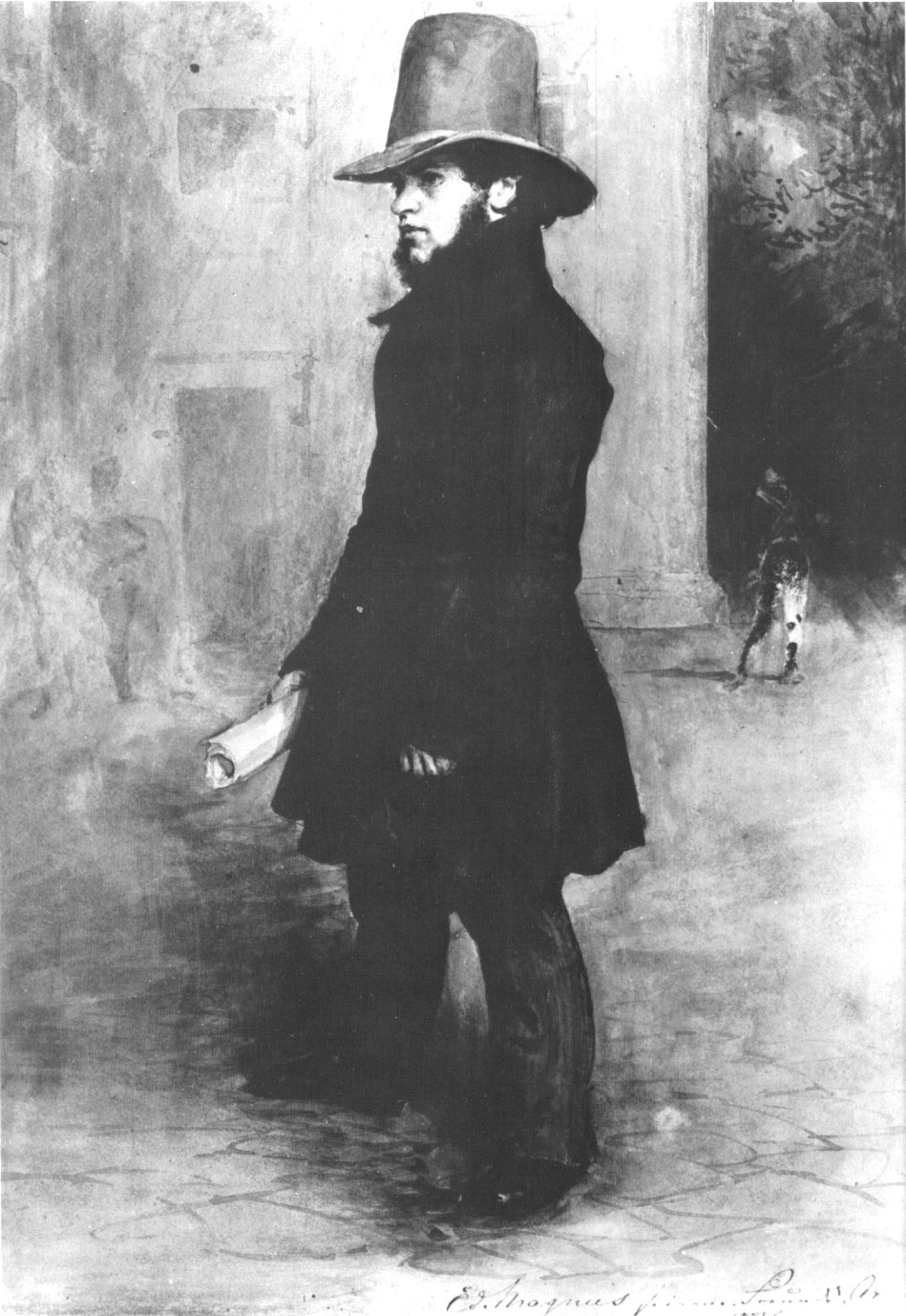
Adolph von Menzel mit Castor-Hut 1837, Aquarell von Eduard Magnus

Den Abschluss der Zeit sieht man im Allgemeinen in Stifters Werk. Sein erster Roman Der Nachsommer (der von ihm selber „Erzählung“ genannt wurde) erschien zwar erst 1857, galt aber dennoch als vorzüglichstes Werk der Biedermeierzeit. Stifters Bildungsroman ist jedoch tatsächlich nicht der Biedermeierzeit zuzurechnen. Vielmehr gehört dieser Bildungsroman zum Kanon der Literatur des Realismus und ist ein Exempel dieser eigentümlichen Strömung in Deutschland.
Stifter wirkte sowohl auf Rosegger und Ganghofer, auf Heyse, Freytag und Wildenbruch wie auch direkt in den folgenden Bürgerlichen Realismus hinein, auf Storm und Fontane und über diese auf Thomas Mann und Hesse.
Stifters Werk, das immer wieder für Kontroversen sorgte, zeigt aber auch selbst schon über das Biedermeierliche hinausreichende Elemente – so findet sich z. B. in der Novelle Brigitta neben Sophokleisch-Fatalistischem auch frauenrechtlich Emanzipatorisches.
Weitere dem Biedermeier mehr oder weniger zuzurechnende Schriftsteller sind Annette von Droste-Hülshoff, Franz Grillparzer, Wilhelm Hauff, Karl Leberecht Immermann, Nikolaus Lenau, Eduard Mörike, Wilhelm Müller (der „Griechen-Müller“), Johann Nepomuk Nestroy, Ferdinand Raimund, Friedrich Rückert, Friedrich Hebbel und Leopold Schefer. Reine Biedermeier-Literatur findet sich aber viel eher im trivialen Bereich, in Literaturkalendern u. ä.

## Literarischer Vormärz in Deutschland
Der Begriff des Vormärz ist eine unscharfe Sammelbezeichnung für die oppositionelle bis revolutionäre politische Literatur der Jahrzehnte vor der deutschen Märzrevolution von 1848. Der Beginn dieser Literaturepoche ist umstritten; einige setzen ihn bei 1815 (Wiener Kongress) an, andere bei 1819 (Karlsbader Beschlüsse), 1830 (Julirevolution) oder 1840. Zur Literatur des Vormärz zählt man auch das literarische Werk Georg Büchners (Woyzeck, Lenz, Der Hessische Landbote, Leonce und Lena, Dantons Tod) und der Autorengruppe des Jungen Deutschlands. Der Vormärz, der politische Veränderungen in Deutschland anstrebte und eine Verbesserung der Lebensumstände erhoffte, stand im Gegensatz zur Literatur des konservativen, restaurativen und politisch resignierten Biedermeiers. Wichtige Genres des Vormärz sind der Brief und der Reisebericht.
Das Junge Deutschland, dessen Veröffentlichungen 1835 durch den Deutschen Bundestag verboten wurden, ist die wohl wichtigste Autorengruppe dieser Zeit. Die Vertreter dieser Strömung wollten das politische Bewusstsein des Bürgertums erreichen und forderten eine politisch engagierte Literatur mit dem Ziel der Revolution. Die Hauptvertreter waren Christian Dietrich Grabbe, Ludwig Börne (Briefe aus Paris), Heinrich Laube, August Heinrich Hoffmann von Fallersleben, Ferdinand Freiligrath (Ca ira; Neue politische und soziale Gedichte), Bettina von Arnim (Dieses Buch gehört dem König), Georg Weerth (Humoristische Skizzen aus dem deutschen Handelsleben, Leben und Taten des berühmten Ritters Schnapphanski), Louise Aston (Meine Emanzipation) und Georg Herwegh (Gedichte eines Lebendigen).
Heinrich Heine, der bisweilen auch dem Jungen Deutschland zugerechnet wird, distanzierte sich selbst aus ästhetischen Gründen von diesen „Tendenzpoeten“, weil sie in ihren „gereimten Zeitungsartikeln“ in zu rebellischer Art für Veränderungen einträten und dabei Poesie, Kunst und Ästhetik vernachlässigten. Dennoch teilte Heine als Dichter des Vormärz’ die Gesellschaftskritik der Jungdeutschen und seine Werke wurden zusammen mit denen des Jungen Deutschlands 1835 verboten.